# Порт Салю (сирене)
 Тази статия е за сиренето Порт Салю.  За града със същото име вижте Порт Салю.  
Порт Салю (на френски: Port Salut)) е френско сирене от краве мляко.

## История
Оригиналното сирене започва да се прави от монасите от траписткото абатство Порт дьо Салю разположено в близост до Антрам, регион Пеи дьо ла Лоар, департамент Майен, Северозападна Франция, след възстановяването на манастира през 1815 г. През 1850 г. монасите разширяват мандрата и избите за съхранение на сиренето. Млякото се осигурява от абатската ферма със собствени крави и чрез изкупуване от съседните ферми. Продажбата на сиренето се осъществява в Лавал и района около манастира.
През 1873 г. сиренето „Порт дьо Салю“ се появява и на пазара в Париж. Търговската марка е регистрирана през 1874 г. и става известна в цял свят под името „Порт Салю“. През 1959 г. монасите отстъпват търговската марка и производството на сиренето на компанията "Société Anonyme des Fermiers Réunis" (S.A.F.R.), която продължава да развива производството и да използва търговската марка и понастоящем. Днес "Société Anonyme des Fermiers Réunis" е собственост на корпорацията "Груп Бел" (Groupe Bel), със седалище Париж, Франция, а самото сирене се произвежда в завод в близост до границата с Германия.
Въпреки временното възобновяване на производството на сирене в абатството през 1970-те години под името "Fromage de l’abbaye", днес производството на сирене е спряно и абатската мандра не функционира.

## Характеристика
„Порт Салю“ е полу-меко сиренето, с оранжева кора което се произвежда от пълномаслено краве мляко. За разлика от много други френски сирена, то се отличава със сладък леко-кисел вкус и гладка, кадифена текстура. Съдържание на мазнини – около 45 %. Произвежда се на пити от около 2 кг. с диаметър 23 cm.